# 岭南杜鹃
岭南杜鹃（学名：Rhododendron mariae），为杜鹃花科杜鹃花属下的一个植物种。